# Леллюш, Пьер
Пьер Леллюш (род. 3 мая 1951, Тунис) —  французский государственный деятель, политическая фигура французской правой, специалист по геополитике конфликтов; адвокат и автор. Впервые был избран депутатом в Сарсель в 1993 году, затем представлял 4-й избирательный округ Парижа с 1997 года до своего назначения на должность Государственного секретаря по европейским делам в июне 2009 года. В ноябре 2010 года он стал Государственным секретарем по внешней торговле в третьем правительстве Франсуа Фийона, должность, которую занимал до конца президентства Николя Саркози в мае 2012 года. В июне 2012 года был вновь избран депутатом по 1-му избирательному округу Парижа, и в апреле 2017 года он ушёл из выборной политической жизни. С тех пор он продолжает карьеру как адвокат, лектор и консультант по геополитике, близок к аналитическим центрам, таким как CF2R и IFRI. Он работает автором и колумнистом.

## Биография

### Семья и обучение
Он является сыном Ноэля Леллуша, родом из Туниса и получившего французское гражданство в 1925 году, который вступил в ряды Свободных французских войск и воевал в составе 1-й французской свободной дивизии, и Пьерретты Баскиано, также родившейся в Тунисе. Покинув Тунис в возрасте пяти лет, он прибыл в Париж с семьей и поселился в скромных условиях, сначала в 19-м, а затем на улице де Алль в 1-м районе. Позже семья обосновалась на улице Ипполит-Леба в 9-м районе, где его родители открыли небольшой ресторан.
Под влиянием своего учителя английского языка в техническом колледже на улице Милтон, он выбрал путь высшего образования в лицее Кондорсе в Париже. Несколько лет спустя он получил диплом о высшем образовании на факультете права Университета Париж X-Нантер (1972 год) и в Институте политических исследований Парижа (1973 год), а также степень магистра права (LLM) и доктора юридических наук (Juris Doctor) в Гарвардском университете.

### Карьера
После военной службы в сухопутных войсках, по совету Пьера Асснера, он присоединяется к Раймону Арону в Доме наук о человеке, входя в Группу изучения и исследований международных проблем (GERPI).
С 1979 года по 1988 год он становится частью Французского института международных отношений (IFRI), где занимается политико-стратегическими вопросами и становится заместителем главного редактора журнала «Внешняя политика».
В то же время, в этот период, он сотрудничает в качестве колумниста с различными изданиями, включая Le Point, Newsweek, International Herald Tribune, Le Figaro, Valeurs Actuelles и Sekai Nippo (Япония).
Он также преподает в Национальной школе администрации (ENA), в международной бизнес-школе INSEAD, в Школе войны (требуется ссылка) и в Университете Галатасарай в Стамбуле.

## Политическая деятельность

### Партийная деятельность
В 1986 году он вошёл в команду консультантов, близких к Жаку Шираку, а в январе 1989 года занял должность дипломатического советника Жака Ширака, который в то время был мэром Парижа и президентом Объединения в поддержку Республики (RPR), продолжая свою деятельность обозревателя и преподавателя геополитики.
Он выдвигался на муниципальные выборы 1995 года против Мишеля Муийо (UDF).
С момента основания в 2002 году он является членом Союза за народное движение (UMP), где занимает ключевую роль в политбюро. В апреле 2004 года он был повышен до заместителя генерального секретаря, ответственного за исследования, а в январе 2005 года назначен генеральным делегатом по вопросам обороны, тесно сотрудничая с Николя Саркози.
12 декабря 2014 года, после избрания Николя Саркози президентом UMP, он был назначен генеральным делегатом по международным отношениям партии. Когда UMP преобразовалась в Республиканцев 5 июня 2015 года, Николя Саркози продолжил доверять ему, сохраняя на своей должности.
25 апреля 2016 года Пьер Леллуш официально поддержал Франсуа Фийона на предварительных выборах президента от Республиканцев, прежде чем изменить свое мнение и объявить о поддержке Николя Саркози после его заявления о кандидатуре на предварительных выборах. 29 августа Николя Саркози назначил Пьера Леллуша своим представителем по международным вопросам.
1 марта 2017 года, в связи с делом Фийона и после того как кандидат в президенты Франсуа Фийон объявил на пресс-конференции о своем вызове на 15 марта для предъявления обвинения, Пьер Леллуш призвал руководство партии LR искать выход из кризиса с согласия самого кандидата. Он считал необходимым обратиться в Конституционный совет с просьбой о переносе президентских выборов на основании статей 7 и 61 Конституции Пятой Республики.
26 апреля 2017 года, между двумя турами президентских выборов, после того как Франсуа Фийон был выбыт из гонки, он опубликовал пост, в котором объявил о своем уходе из политической жизни, отказе от кандидатуры в депутаты, за которую его выдвинули Республиканцы, и возврате партийного билета, не без очередной критики упорства кандидата своей партии в своем намерении остаться в гонке. Он также критиковал решение партии поддержать кандидата от "Вперед!" против Марин Ле Пен.
Был избран депутатом от RPR (победив Доминика Стросс-Кана в Валь д’Уаз), а затем переизбран в 1997, 2002 и 2007 годах в первом туре по 4-му избирательному округу Парижа. С 2001 года является Советником Парижа.
Член комиссии по иностранным делам и делегации по вопросам Европейского союза, председатель Исследовательской группы по Оборонной промышленности и во французском Представительстве при Парламентской ассамблее НАТО. С ноября 2004 по 2006 год был Президентом Парламентской ассамблеи НАТО.
Президент парламентских групп франко-немецкой и франко-индийской дружбы.
Посланник французского правительства по программе ITER, проводил переговоры по запуску экспериментального реактора программы ITER.
В марте 2008 года был назначен Уполномоченным Президента Франции по вопросам франко-турецких отношений.
В январе 2009 года стал специальным представителем Франции по Афганистану и Пакистану.

### Должности
Избранный депутатом от RPR в 1993 году (после победы над Домиником Стросс-Каном в Валь-д'Уаз), Пьер Леллуш был переизбран в 1997, 2002 и 2007 годах, с первого тура, по 4-му избирательному округу Парижа, включающему 8-й и 9-й районы Парижа. Вновь переизбран в 2012 году, депутатом нового первого избирательного округа Парижа (1-й, 2-й, 8-й и 9-й районы).
Кроме того, Пьер Леллуш с 2001 года является советником Парижа, избранным в 9-м районе, а начиная с 2008 года - в 8-м районе.
Член комиссии по иностранным делам и делегации по вопросам Европейского союза Национального собрания, Пьер Леллуш возглавляет группу по изучению вопросов военной промышленности, а также французскую делегацию в Парламентской ассамблее НАТО. С 2004 по 2006 год он был президентом Парламентской ассамблеи НАТО, и впоследствии продолжил участие в её работе как парламентарий. Также он выполнял функции «whip»[спорно] группы UMP в Комиссии по иностранным делам.
Он также председатель парламентских групп дружбы между Францией и Германией, Францией и Индией.[требуется источник]
Председатель парламентской группы дружбы Франция-Грузия, а также группы по изучению региона Иракского Курдистана (созданной по его инициативе в 2013 году). Он также является вице-президентом парламентских групп дружбы Франция-Афганистан; Франция-Албания; Франция-США; Франция-Пакистан и Франция-Сомали, членом других групп дружбы, а также нескольких исследовательских групп (сланцевый газ, оборонная промышленность, христиане Востока, в частности).[требуется источник]
Посланник французского правительства по программе ITER, он ведет переговоры о размещении экспериментального реактора в Кадараше (Буш-дю-Рон) с Европейским союзом и членами консорциума ITER (США, Япония, Южная Корея, Россия и Китай).
Известен своей поддержкой вступления Турции в Европейский союз с 2004 года, в марте 2008 года он был назначен специальным представителем президента Республики Николя Саркози по франко-турецким отношениям и, в отличие от Бруно Ле Мэра, которого он заменил в правительстве в 2009 году, поддерживал кандидатуру Турции в процессе присоединения к Европейскому союзу.
После европейских выборов во Франции в 2009 году Пьер Леллуш входит в правительство, становясь государственным секретарем по европейским делам, заменив на этом посту Брюно Ле Мера. Эдвиж Антье, выдвигавшаяся на законодательных выборах в паре с Г-ном Леллушем, становится депутатом.
14 ноября 2010 года он становится государственным секретарем по внешней торговле в правительстве Франсуа Фийона, который он занимает вплоть до отставки Фийон 10 мая 2012 года.

## Другая политическая деятельность
Пьер Леллуш был членом нескольких международных рабочих групп: в частности, членом руководящего комитета Nuclear Threat Initiative, вице-президентом Atlantic Partnership и членом Международного Института Стратегических исследований в Лондоне.

### Законодательная деятельность
В 1993 году, будучи начинающим депутатом, он дорабатывает законопроект, касающийся родительских выплат.
В 2007 году совместно с Розлин Башло является сторонником соглашения о гражданском союзе и равных правах гомосексуалов, выдвинутого Николя Саркози, кандидатом президентских выборов.
Пьер Леллюш является разработчиком закона, который был единогласно принят 16 декабря 2002 года французским Парламентом, касающегося ужесточения наказания в случае насилия на почве национализма и антисемитизма. Этот закон послужил примером для принятия более жестких санкций против насилия по отношению к сексуальным меньшинствам.

### Парламентская деятельность
Пьер Леллюш является разработчиком законопроекта, направленного на ужесточение наказания за нарушения, связанные с расизмом и антисемитизмом, который был единогласно принят Национальной Ассамблеей 10 декабря 2002 года. 3 февраля этот закон, который получил название «Закон Леллюша», был обнародован. Он руководит несколькими парламентскими расследованиями и опубликовал различные отчеты, посвященные налогообложению рынка произведений искусства (1999 и 2003), продовольственной безопасности (1999), распространению ядерного оружия (2000), вопросам обороны и разоружения (2003) и статусу и защите журналистов в ходе военных операций (2006).

## Награды
- Орден «За заслуги» II степени (Украина, 19 августа 2006 года) — за весомый личный вклад в развитие международного сотрудничества, укрепление авторитета и положительного имиджа Украины в мире, популяризацию её исторических и современных достижений[4]
- Орден Почёта (Армения, 5 октября 2011 года) — за значительный вклад, внесённый в укрепление и развитие традиционных армяно-французских дружественных отношений, углубление и расширение межгосударственного сотрудничества между Республикой Армения и Французской Республикой[5]

## Сроки полномочий и функции
- 02/04/1993 — 21/04/1997 : депутат от Вал-д’Уаз;
- 01/06/1997 — 18/06/2002 : депутат от Парижа;
- 2004—2006 : председатель Парламентской Ассамблеи НАТО;
- с 01/07/2002 : депутат от IV округа Парижа;
- с марта 2001 : муниципальный советник Парижа;
- март 2009-июнь 2009 : специальный представитель Франции по Афганистану и Пакистану;
- 23 июня 2009 — 13 ноября 2010 : государственный секретарь по европейским делам;
- 14 ноября 2010 — 10 мая 2012: государственный секретарь по внешней торговле.

## Публикации
- Тристрам, Флоренс и Леллуш, Пьер. Тысячелетие Апокалипсиса. Фламмарион. 1980. 225 страниц. (ISBN 9782080643162)
- Леллуш, Пьер. Пацифизм и сдерживание. IFRI-Economica. 1983. 329 страниц. (ISBN 978-2865920099)
- Леллуш, Пьер. Будущее войны: Эссе. Mazarine. 1985. (ISBN 978-2863741214)
- Кайзер, Карл и Леллуш, Пьер. Франко-немецкий дуэт и оборона Европы. Paris, IFRI, Editions Economica, Коллекция 'Европа и ее оборона', том 1, 1986. 360 страниц. (ISBN 9782865920273)
- Леллуш, Пьер. После Вашингтона. Политическая Зарубежная Литература 53, № 1 (1988): 153–67.
- Леллуш, Пьер. Новый мир: От порядка Ялты к хаосу наций. Grasset. 1992. 532 страницы. (ISBN 9782246441991)
- Леллуш, Пьер. Неподвижная Республика. Grasset. 1998. 400 страниц. (ISBN 9782246531616)
- Леллуш, Пьер. Галльские иллюзии. Grasset. 2006. 400 страниц. (ISBN 9782246691594)
- Леллуш, Пьер. Непослушный союзник: Франция и НАТО, от холодной войны к Афганистану. Издательства Moment. 2009. 253 страницы. (ISBN 9782354170585)
- Леллуш, Пьер. Глобализируйтесь: Манифест за завоевательную Францию. Издательства Moment. 2012. 176 страниц. (ISBN 9782354171445)
- Леллуш, Пьер. Война без конца. Издательства du Cerf. 2017. 480 страниц. (ISBN 9782204117821)
- Леллуш, Пьер. Шестерни: Война в Украине и изменение мирового порядка. Издательство Odile Jacob. 368 страниц. 2024 год. (ISBN 9782415010461)